# Suïcidis a Foxconn
Els suïcidis a Foxconn, van ocórrer abans de 2010, entre gener i novembre de 2010 i 2011. La notícia va sortir a la premsa l'any 2010 quan 18 treballadors de l'empresa Foxconn es van suïcidar. Els suïcidis van ser coneguts en difondre's pels mitjans de comunicació; els clients de Foxconn van investigar llavors les pràctiques laborals que havien produït aquest resultat.
Foxconn resultà ser el major proveïdor i fabricant de marques com Apple, Dell, Hewlett-Packard (HP), Motorola, Nintendo, Sony i Nokia.

## Suïcidis abans de 2010
Encara que els incidents de 2010 van ser especialment importants, tant per la seva gravetat com per la seva difusió en els mitjans, la companyia Foxconn ja havia tingut anteriorment suïcidis de treballadors.
| Nom          | Nom xinès | Sexe | Edat | Data                  | Descripció | Classificació |
| ------------ | --------- | ---- | ---- | --------------------- | --- | ------------- |
| Ms. Hou      | 姓侯      | Dona | 19   | 18 de juny de 2007    | Es va penjar en un bany de l'empresa. Els investigadors van dictaminar la mort com un suïcidi.                                                                             | va morir      |
| Liu Bing     | 刘兵      | Home | 21   | 1 de setembre de 2007 | Va morir sobtadament dues hores després de ser acomiadat | va morir      |
| Mr. Li       | 姓李      | Home | 28   | 16 de març de 2008    | Circumstàncies desconegudes | desconegut    |
| Sun Dan-yong | 孙丹勇    | Home | 25   | 16 de juliol de 2009  | Va saltar des d'un edificis d'apartaments després que perdés un prototip d'iPhone. Abans de la mort, va ser copejat i buscat a la seva residència per empleats de Foxconn. | va morir      |

## Suïcidis a Foxconn el 2010
S'estima que uns 18 empleats de Foxconn van realitzar intents de suïcidis, amb el resultat de 4 morts.
| Nom            | Nom xinès  | Sexe | Edat | Data                 | Descripció                                                      | Classificació |
| -------------- | ---------- | ---- | ---- | -------------------- | --------------------------------------------------------------- | ------------- |
| Dt. Xiang-qian | 马向前     | Home | 19   | 23 de gener de 2010  | Es va llençar d'un edifici                                      | desconegut    |
| Li             | 姓李       | Home | 20+  | 11 de març de 2010   | Es va llençar des d'un edifici                                  | desconegut    |
| Tian Yu        | 田玉       | Dona | 17   | 17 de març de 2010   | Es va llençar des d'un edifici.                                 | parapléjica   |
| Lau            | 姓刘       | Home | 23   | 29 de març de 2010   | Es va llençar des d'un edifici                                  | desconegut    |
| Rao Shu-qin    | 饶淑琴     | Dona | 19   | 6 d'abril de 2010    | Es va llençar des d'un edifici                                  | desconegut    |
| Ms. Ling       | 姓宁       | Dona | 18   | 7 d'abril de 2010    | Es va llançar des d'un edifici.                                 | desconegut    |
| Dl. Xin        | 卢新       | Home | 24   | 6 de maig de 2010    | Es va llençar d'un edifici                                      | va morir      |
| Zhu Chen-ming  | 祝晨明     | Dona | 24   | 11 de maig de 2010   | Es va llençar d'un edifici Fell                                 | desconegut    |
| Liang Chao     | 梁超       | Home | 21   | 14 de maig de 2010   | Es va llençar d'un edifici                                      | desconegut    |
| Nan Gan        | 南刚       | Home | 21   | 21 de maig de 2010   | Es va llençar d'un edifici                                      | desconegut    |
| Li Hai         | 李海       | Home | 19   | 25 de maig de 2010   | Es va llençar d'un edifici                                      | va morir      |
| He             | 姓贺       | Home | 23   | 26 de maig de 2010   | Es va llençar d'un edifici                                      | desconegut    |
| Chen           | 姓陈       | Home | 25   | 27 de maig de 2010   | Suïcidi                                                         | va morir      |
| Liu            | 姓刘       | Home | 18   | 20 de juliol de 2010 | Es va llençar des d'un 6è pis d'un edifici residencial          | va morir      |
| Desconegut     | desconegut | Home | 20   | 26 de maig de 2011   | Es va llençar d'un edifici. Va morir a Chengdu Pi County Deyuan | va morir      |

## Suïcidis a Foxconn en 2011
| Nom         | Nom xinès  | Sexe | Edat | Data                   | Descripció                                                                                | Classificació |
| ----------- | ---------- | ---- | ---- | ---------------------- | ----------------------------------------------------------------------------------------- | ------------- |
| Wang Ling   | desconegut | Dona | 25   | 7 de gener de 2011     | Va saltar d'un edifici després de ser internada en un psiquiàtric.                        |               |
| Desconegut  | desconegut | Home | 20   | 26 de maig de 2011     | Va saltar des d'un edifici. Va morir en Chengdu Pi County Deyuan                          | va morir      |
| Mr. Cai     | 蔡XX       | Home | 21   | 18 de juliol de 2011   | Va saltar d'un edifici en Shenzhen. Estava treballant solament des del 27 de juny de 2011 | va morir      |
| Li Rongying | desconegut | Dona | 20   | 23 de novembre de 2011 | Va saltar des de la 4ª planta d'una edifici pels problemes en les seves relacions.        | va morir      |

## Informes
Un informe de 83 pàgines realitzat per 20 universitaris de Hong Kong, Taiwan i la Xina detallà els suïcidis a Foxconn així com les condicions de treball. Van entrevistar a 1.800 treballadors de Foxconn en 12 factories trobant evidències de sobrecàrrega temporal de treball -considerada il·legal- i errors en els informes i comunicació dels accidents. L'informe critica el comportament dels equips directius de Foxconn, considerats inhumans i abusius.
Una organització no governamental de Hong Kong, Students & Scholars Against Corporate Misbehaviour, també va elaborar un informe sobre les condicions laborals inhumanes a Foxconn.

## Suïcidis a Foxconn en els mitjans de comunicació
- Sacom.hk Workers as Machines: Military Management in Foxconn. Informe de l'organització Hong Kong-based senar-profit Students & Scholars Against Corporate Misbehaviour (SACOM)
- Deconstructing Foxconn Arxivat 2020-07-31 a Wayback Machine. video de la Chinese University of Hong Kong - professor Jack Qiu.